# 圣本笃堂 (贝加莫)

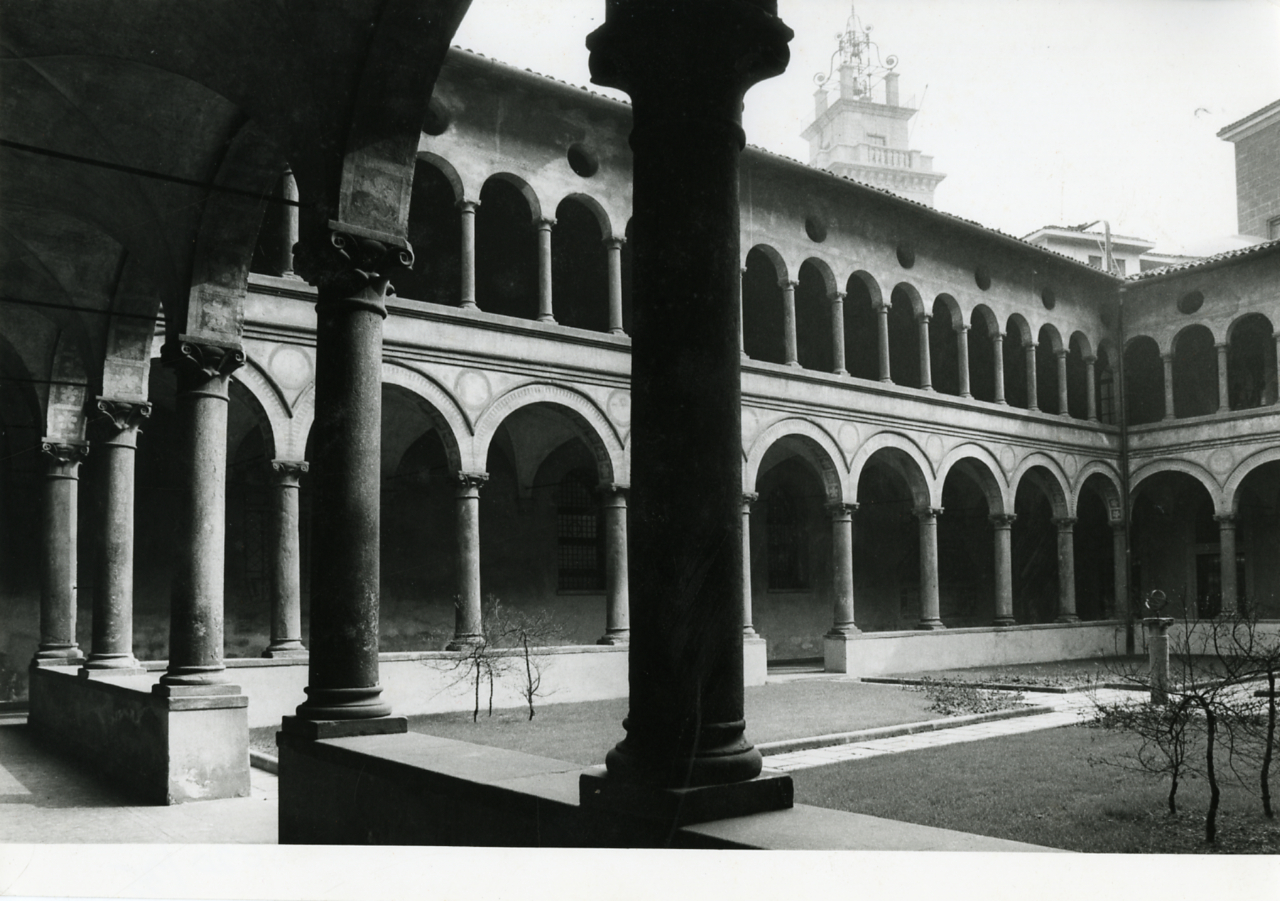
圣本笃修道院，保罗蒙蒂摄于1981年

圣本笃堂（San Benedetto）是一座文艺复兴风格的罗马天主教教堂，位于意大利伦巴第大区贝加莫圣亚历山大街51号。
该堂是彼得罗·伊莎贝尔洛在1500年代设计的。教堂在1756 -1757年进行了翻新。此时获得了银质的正祭台；在奇萨尔皮纳共和国期间，又被拿破仑当局熔化。

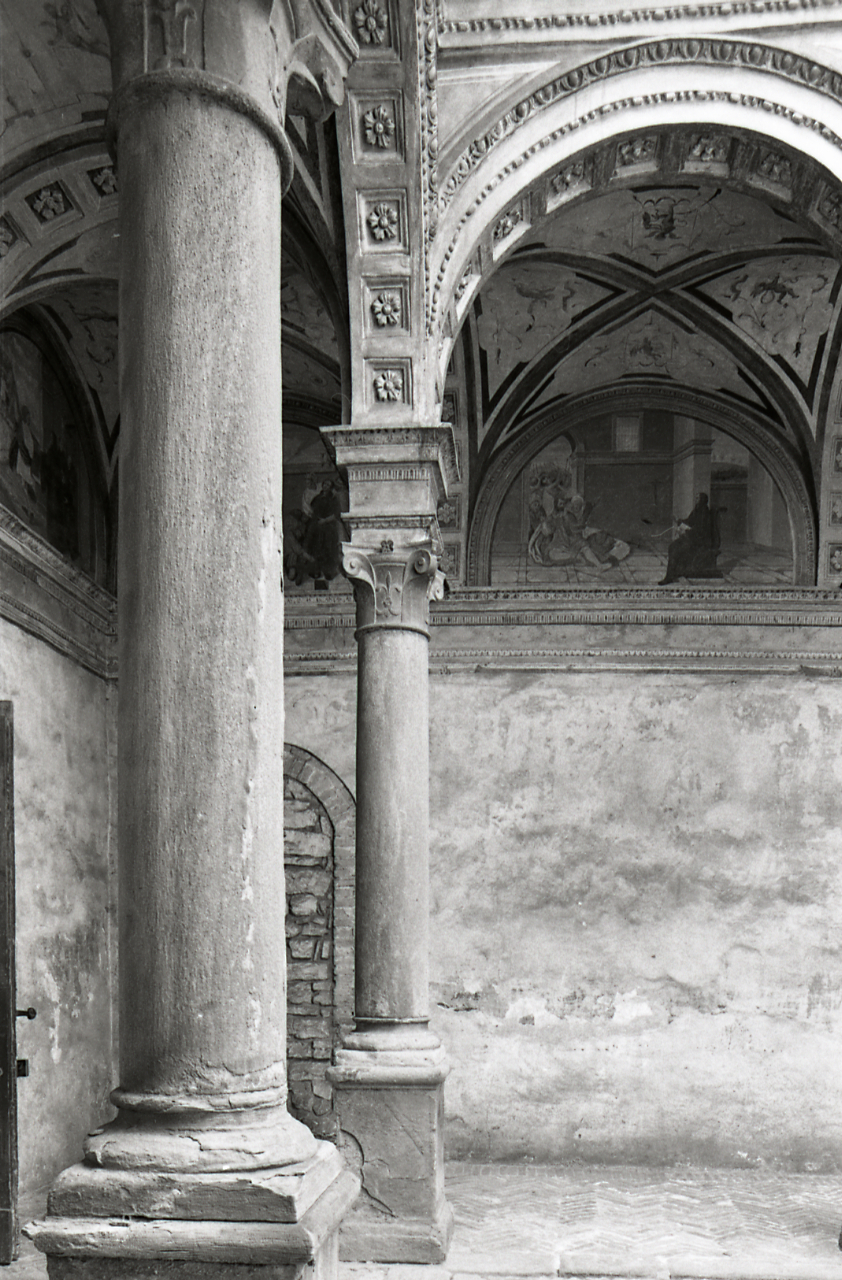
保罗蒙蒂摄于1980年

两幅祭坛画分别是乔瓦尼·巴蒂斯塔·莫罗尼的《圣母升天》，和卡利斯托·皮亚扎的《圣斯德望》被转移到米兰的布雷拉画廊。修士们仍然留在修道院里，在1827年使修道院恢复了生气。1841年，贾科莫·比安科尼完成了一个新的大理石祭坛。墙上仍然保留着文艺复兴风格的壁画。 
20世纪和21世纪进行了进一步的修复。毗邻的本笃会修道院仍在活跃，最近已修复。
45°41′49″N 9°39′50″E / 45.6969°N 9.6640°E